# Simulium bobpetersoni
Simulium bobpetersoni es una especie de insecto del género Simulium, familia Simuliidae, orden Diptera.
Fue descrita científicamente por Coscaron, Ibanez-Bernal & Coscaron-Arias, 1996.